# Dieter Mueller-Dombois
Dieter Mueller-Dombois (* 26. Juli 1925 in Gadderbaum; † 19. Juli 2022 in Kailua, Oahu, Hawaii) war ein US-amerikanischer Vegetationskundler deutscher Herkunft.

## Leben und Wirken
Der Sohn der Johanna Dombois und des Historikers Georg Müller wuchs in Bethel bei Bielefeld auf. Er studierte an der Universität Hohenheim, wo er 1951 als Diplom-Agraringenieur abschloss. Danach wechselte er an die University of British Columbia, wo er den Grad eines Bachelor of Science in Forestry erwarb und 1960 zum Ph. D. in Forest Ecology promoviert wurde.
Von 1958 bis 1963 war er als Forest Research Officer im Canada Department of Forestry, Winnipeg, Manitoba angestellt und wechselte danach an die University of Hawaii, wo er von 1963 bis 1968 als Assistant Professor of Botany und danach bis 1972 als Associate Professor of Botany wirkte. Von 1972 bis zu seiner Emeritierung 1990 war Mueller-Dombois Professor of Botany an der University of Hawaii.
Dieter Mueller-Dombois war der Bruder des Lautenisten Eugen Müller-Dombois an der Schola Cantorum Basiliensis (Basel), des Flötisten und Musikwissenschaftlers Richard Müller-Dombois, Hochschule für Musik Detmold, sowie des Architekten Wolfram Müller-Dombois in Berlin.

## Hauptforschungsgebiete
- Ökosystemgenese
- Landschaftsentwicklung nach Störung
- natürliche Entwicklung von Waldökosystemen sowie Waldsterben
- Vegetationsökologie und Geobotanik von Hawaii

Mueller-Dombois verfasste zusammen mit dem US-amerikanischen Botaniker Francis Raymond Fosberg ein Standardwerk zur Vegetation of the Tropical Pacific Islands, in dem er die Vegetationsökologie auf tropischen Inseln des Pazifischen Ozeans beschreibt. Sein größtes Interesse galt der Erforschung des ʻŌhiʻa-Baums. Daher wurde er von seinen Studenten auch Mr. Ohia genannt.

## Ehrungen
- 1981: Gifford Pinchot Award of the U.S. Forest Service for Forest Ecology Research in Hawaii
- 1982: Double Merit Award for Distinguished Service at the University of Hawaii
- 1988: Fujio Matsuda Scholarship, University of Hawaii
- 1997: Ehrenmitglied der International Association for Vegetation Science[3]
- 2000: Reinhold-Tüxen-Preis
- 2004: Ehrendoktorwürde an Prof. Dr. D. Mueller-Dombois.In: btu profil news. Jg. 1, Nr. 3, 2004, S. 11 (Memento vom 14. Mai 2019 im Internet Archive)